# 半球睡眠

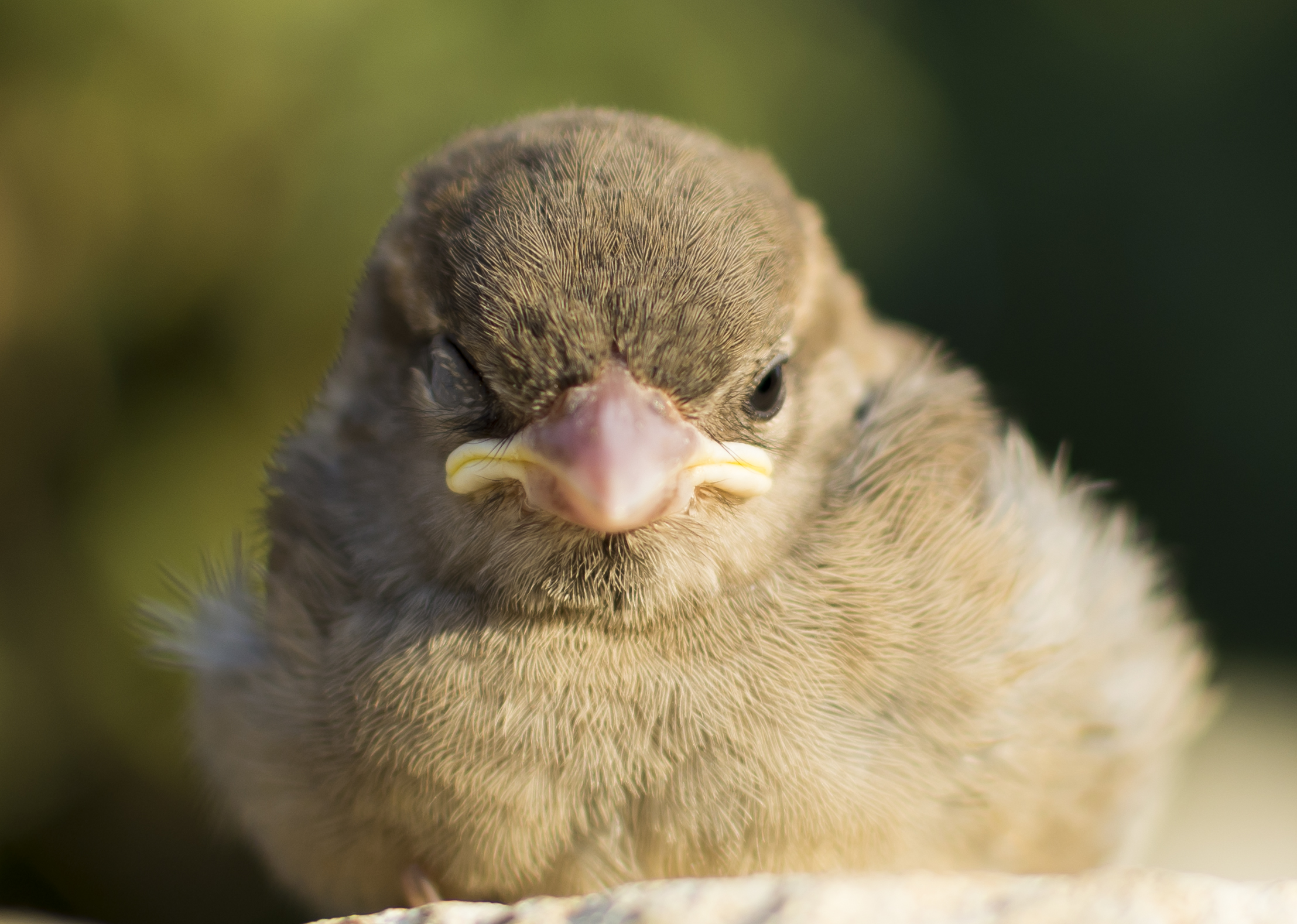
半球睡眠中のイエスズメ

半球睡眠（英語：Unihemispheric slow-wave sleep、略：USWS）とは、脳の半分が眠り、残りの半分が覚醒している睡眠である。常に周囲の安全を確認する必要のある動物や長距離を移動する渡り鳥などの動物にみられる。英語の別称：asymmetric slow-wave sleep。
脳波計で調べると、片側の脳からはノンレム睡眠の特徴的な波形が得られ、もう片方からは覚醒している波形が確認できる。

## 歴史
1970年代、モスクワ大学で睡眠学者がイルカの脳波を測定して発見された。

## 特徴
- レム睡眠への誘導を行う神経伝達物質アセチルコリンが片側に作用している。
- 寝てる脳の反対側の目が閉じる。
- 脳や体温の低下[3]

## 動物の代表例

### 水生生物
イルカなどのクジラ類
- アマゾンカワイルカ
- シロイルカ
- イッカク
- バンドウイルカ
- カマイルカ
- ゴンドウクジラ
- オキゴンドウ
- ネズミイルカ
- シャチ
- マッコウクジラ

鰭脚類
- キタオットセイ
- トド
- オタリア

海牛目
- アマゾンマナティー

### 鳥類
- ヨーロッパアマツバメ
- オオグンカンドリ
- クロウタドリ
- ニワトリ
- ワシカモメ
- ウズラ（Coturnix japonica）
- マガモ（Anas platyrhynchos）
- コリンウズラ（Colinusのvirginianus）、
- メキシコインコ（Aratinga canicularis）
- ハヤブサ（Falco peregrinus）
- ミヤマシトド（Zonotrichia leucophrys gambelii）
- イソシギ
- カモメ